# Tresminas
Tresminas es una freguesia portuguesa del concelho de Vila Pouca de Aguiar, con 55,85 km² de superficie y 528 habitantes (2001). Su densidad de población es de 9,5 hab/km².